# Arthrostylidium punctulatum
Arthrostylidium punctulatum är en gräsart som beskrevs av London~o och Lynn G. Clark. Arthrostylidium punctulatum ingår i släktet Arthrostylidium och familjen gräs.
Artens utbredningsområde är Colombia. Inga underarter finns listade i Catalogue of Life.